# Иоасаф (Журавлёв)
Епи́скоп Иоа́саф (в миру Иоа́нн Семёнович Журавлёв; ум. 15 ноября 1919, Томск) — епископ Древлеправославной Церкви Христовой (старообрядцев, приемлющих белокриницкую иерархию), епископ Томский и Алтайский.
Старший брат епископа Амфилохия (Журавлёва).

## Биография
Родом из села Окунево (ныне Бердюжский район Тюменской области). Был старообрядческим священником.
22 августа 1905 года избран в кандидаты на епископскую степень на Освященном соборе.
12 февраля 1906 года в Москве, в храме на Апухтинке Хиротонисан во епископа Томского и всея Сибири. Хиротонию совершили архиепископом Московский Иоанн (Картушин) и епископ Уральский Арсений (Швецов).
Начало его епископского служения совпало с периодом прекращения преследования старообрядцев со стороны государства. После выхода правительственных указов 1905—1906 годов большинство общин получило официальную регистрацию.
В 1911 году становится епископом Томским и Алтайским, так как на Иркутскую кафедру был рукоположен священноинок Иосиф (Антипов).
23 сентября 1916 года участвовал в епископской хиротонии своего брата Амфилохия.
Скончался 15 ноября 1919 года в Томске, проболев 6 дней.